# Radoslav Ciprys
Radoslav Ciprys (* 24. června 1987, Malacky) je slovenský fotbalový záložník či obránce, od července 2015 působící v MFK Skalica. Mimo Slovensko působil v Rakousku a Česku.

## Klubová kariéra
Svoji fotbalovou kariéru začal v Slavoji Moravský Svätý Ján, odkud v průběhu mládeže přestoupil nejprve Dúbravky, následně do Malacek a Slovanu Bratislava. V roce 2006 zamířil do rakouského SC Obersiebenbrunnu, který se pro něj stal prvním zahraničním angažmá. Po roce se vrátil do Malacek. V létě 2009 odešel na hostování do Plaveckého Štvrtku a poté se stal hráčem českého klubu FC Hlučín. V zimním přestupovém období sezony 2010/11 podepsal smlouvu se Spartakem Trnava. V červenci 2014 přestoupil do Spartaku Myjava výměnou za Mateje Sivu, který odešel do Trnavy. V létě 2015 podepsal roční kontrakt se Skalicou, tehdejším nováčkem nejvyšší soutěže.